# Preussia typharum
Preussia typharum är en svampart som först beskrevs av Pier Andrea Saccardo, och fick sitt nu gällande namn av Cain 1961. Preussia typharum ingår i släktet Preussia och familjen Sporormiaceae.  Arten är reproducerande i Sverige. Inga underarter finns listade i Catalogue of Life.